# Polonia en los Juegos Europeos de Bakú 2015
Polonia participó en los Juegos Europeos de Bakú 2015 con una delegación de 212 deportistas. Responsable del equipo nacional fue el Comité Olímpico Polaco, así como las federaciones deportivas nacionales de cada deporte con participación.
El portador de la bandera en la ceremonia de apertura fue el jugador de voleibol Dawid Konarski.

## Medallistas
El equipo de Polonia obtuvo las siguientes medallas:
| Nombre                                                                  | Deporte             | Competición              |
| ----------------------------------------------------------------------- | ------------------- | ------------------------ |
| Oro                                                                     |                     |                          |
| Angelika Wątor                                                          | Esgrima             | Sable ind. F             |
| Marta Walczykiewicz                                                     | Piragüismo          | K1 200 m F               |
| Plata                                                                   |                     |                          |
| Sandra Drabik                                                           | Boxeo               | Mosca (–51 kg) F         |
| Katarzyna Niewiadoma                                                    | Ciclismo en ruta    | Ruta F                   |
| Magomedmurad Gadzhiev                                                   | Lucha libre         | 70 kg M                  |
| Katarzyna Krawczyk                                                      | Lucha libre         | 55 kg F                  |
| Roksana Zasina                                                          | Lucha libre         | 53 kg F                  |
| Paweł Sendyk                                                            | Natación            | 50 m mariposa M          |
| Karol Robak                                                             | Taekwondo           | –68 kg M                 |
| Equipo                                                                  | Voleibol            | Torneo F                 |
| Bronce                                                                  |                     |                          |
| Mateusz Polski                                                          | Boxeo               | Ligero (–60 kg) M        |
| Lidia Fidura                                                            | Boxeo               | Medio (–75 kg) F         |
| Aneta Rygielska                                                         | Boxeo               | Wélter ligero (–64 kg) F |
| Maja Włoszczowska                                                       | Ciclismo de montaña | Campo a través F         |
| Radosław Marcinkiewicz                                                  | Lucha libre         | 86 kg M                  |
| Iwona Matkowska                                                         | Lucha libre         | 48 kg F                  |
| Karol Zbutowicz                                                         | Natación            | 400 m estilos M          |
| Jakub Skierka Jacek Arentewicz Michał Chudy Paweł Sendyk                | Natación            | 4x100 m estilos M        |
| Karolina Naja Edyta Dzieniszewska Ewelina Wojnarowska Beata Mikołajczyk | Piragüismo          | K4 500 m F               |
| Ewelina Wojnarowska                                                     | Piragüismo          | K1 500 m F               |